# Engelmann Pál Gábor
Engelmann Pál Gábor, olykor csak Engelmann Pál (Pest, 1854 – Budapest, 1916. december 9.) magyar politikus, újságíró, bádogos és pártmunkás, Dániel Arnold közgazdasági író apósa.

## Élete
Engelmann Izrael és Hoffmann Rozália fia. Németországban, illetve Ausztriában részt vett a munkásmozgalomban, az 1880-as években visszatért Magyarországra, ahol belépett az Általános Munkáspártba. Rövid időn belül a radikális ellenzék szervezője lett, és szerkesztette a párt német nyelvű lapját. 1889. szeptember 15-én a II. Internacionálé őt bízta meg, hogy szervezze újra a szociáldemokrata mozgalmat. 1890-től két éven át az MSZDP vezetőségéhez tartozott, a párt tényleges irányítója volt. 1893 januárjában azonban ellenlábasai kizáratták a pártból. Ugyanezen évben indította meg A Munkás című lapot, a következő évben a hozzá közel állókkal létrehozta a Magyarországi Szociáldemokrata Munkáspártot. Miután visszavonult, a Neues Plotisches Volksblatt című lap munkájában vett részt, és az osztrák szociáldemokraták lapjának, az Arbeiter Zeitungnak is cikkezett. 1900 után újra a szociáldemokrata párt baloldali ellenzékét gyarapította, 1905-öt követően a polgári radikalizmust vallotta magáénak.
Felesége Langhammer Anna volt.

## Fő műve
- A szakegyesületek célja és feladatai (Budapest, 1894)